# Christian Ernst von Windheim
Christian Ernst von Windheim (* 29. Oktober 1722 in Wernigerode; † 5. November 1766 in Timmenrode) war ein evangelischer Theologe und Orientalist.

## Leben
Er war der Sohn des gräflich-stolbergischen Landdrostes, Amtsrats und Gutspächters Rudolf August von Windheim (1690–1766) und besuchte das Martineum in Braunschweig. Ab 1741 studierte er an der Universität Halle Philosophie, Theologie und Rechtswissenschaften und legte 1745 die Magisterprüfung ab. Sein um zwei Jahre jüngerer Bruder, der spätere Finanzrat und preußische Beamte Rudolf August von Windheim (1724–1777), studierte ab 1743 ebenfalls Rechtswissenschaft in Halle und dann in Göttingen. Christian Ernst wechselte an die Universität Helmstedt, wo er sich habilitierte. 1747 wurde Windheim außerordentlicher Professor der Philosophie an der Universität Göttingen. 1750 folgte er dem Ruf an die Universität Erlangen, wo er ordentlicher Professor der Philosophie und der orientalischen Sprachen wurde und bis zu seinem Tode lebte. 1761 erhielt er auch die Erlaubnis, theologische Vorlesungen halten zu dürfen. In seinen letzten Lebensjahren beschäftigte er sich auch mit Ökonomie und Naturgeschichte.
1760 wurde er nebenberuflich zum Vorsteher und Scholarch des Gymnasiums zu Erlangen ernannt. 1762 heiratete er Friederike von Reitzenstein (geb. 1739).
Er starb auf einem seiner Erbgüter im Fürstentum Blankenburg, auf das er wegen der Krankheit seines Vaters gereist war.

## Werke (Auswahl)
- Schreiben an H. F. Delius – einem gründlichen Gottesgelehrten ist die Erkenntnis der Arzneikunst nützlich und nothwendig. Halle 1743.
- Erstes Schreiben. Helmstedt 1746. (Digitalisat)
- Göttingische philosophische Bibliothek. (8 Bde.), Hannover 1749–1755.
- Grundriss einer Ethik der Gelehrten. In: Erlanger gelehrte Anzeigen, 1751.
- Allgemeines Kirchenrecht der Protestanten. Helmstedt 1760.